# Statue de la Reine Victoria (Le Cap)
La statue de la Reine Victoria située près des jardins de la Compagnie au centre de la ville du Cap,Cap-Occidental en Afrique du Sud, rend hommage depuis 1890 à la Reine Victoria. Elle a été réalisée par le sculpteur britannique Thomas Brock.

## Localisation

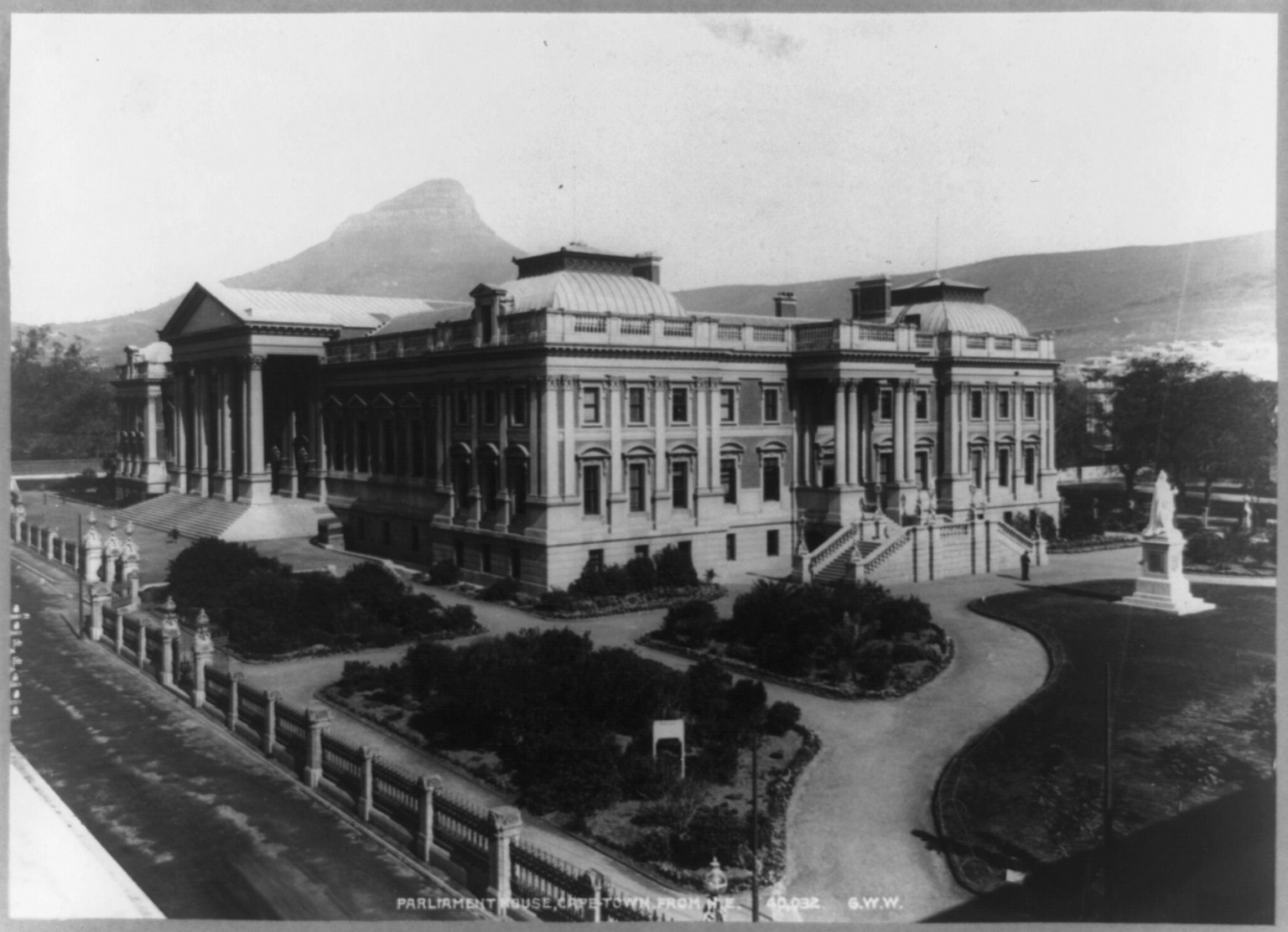
Vue d'ensemble du parlement et de la statue

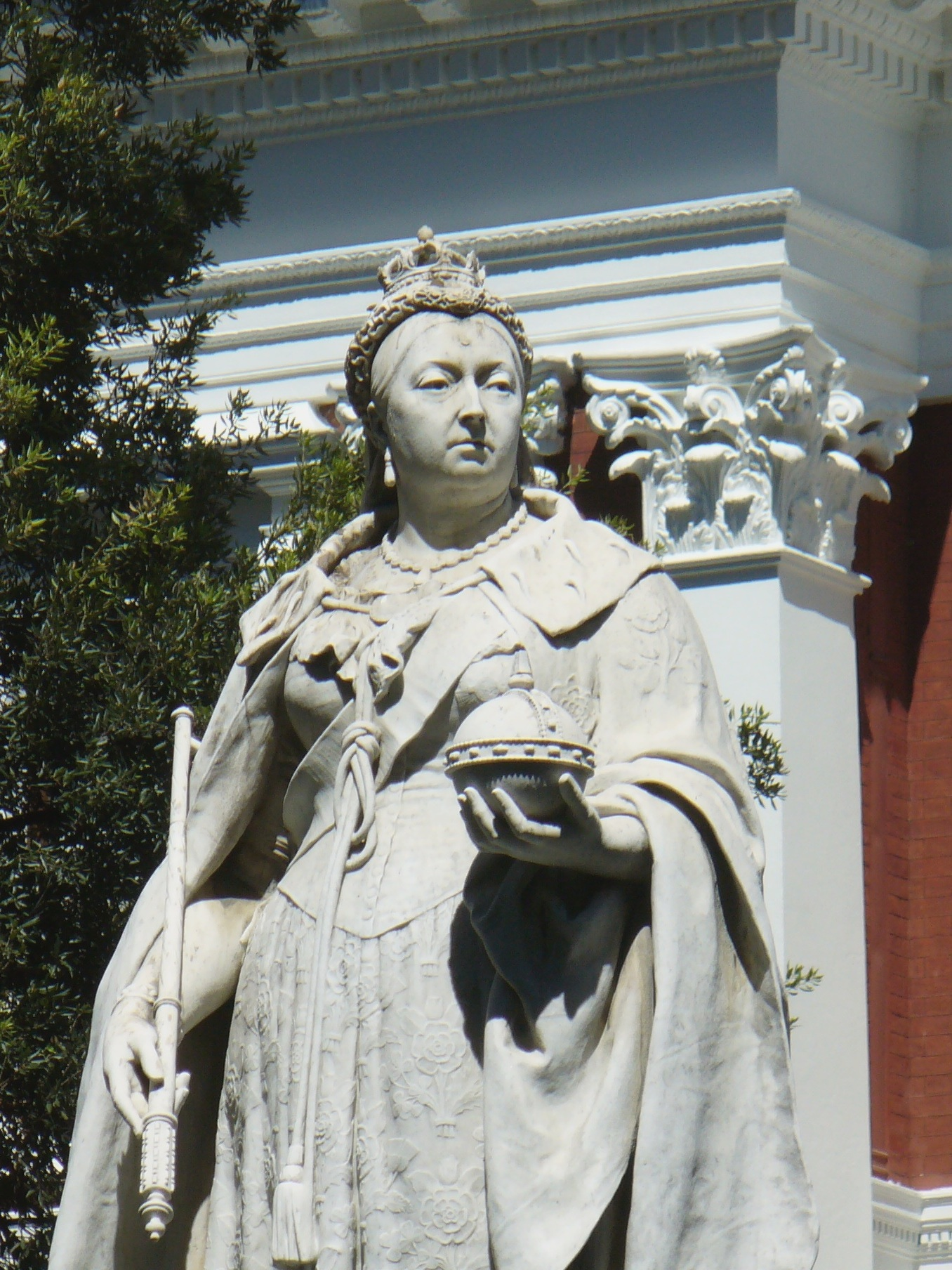
La statue en marbre de Carrare

La statue de la Reine Victoria est située sur Parliament Lane, dans les jardins du parlement, devant une entrée latérale menant à l'ancienne chambre législative de la colonie du Cap.

## Descriptif
Juchée sur un haut piédestal en granit, la statue en marbre de Carrare représente la Reine Victoria en habit de monarque.
Sur le socle de la statue est inscrit : Victoria RI 1837-1901. 
Sur le piédestal est mentionné que celui-ci fut érigé par souscription publique le 20 juin 1887 pour son jubilé d'or par Sir Robinson.

## Historique
Le piédestal en granit de Paarl fut érigé en 1887 en présence du gouverneur de la colonie du Cap, Sir Hercules Robinson, devant les bâtiments du parlement de la colonie. Financée par souscription publique pour le jubilee d'or de la Reine, la statue fut inaugurée le 21 janvier 1890, en présence du gouverneur, Sir Henry Loch. 

## Autres monuments dédiés à la reine Victoria en Afrique du Sud
- Statue de Reine Victoria à Port Elizabeth
- Statue de la Reine Victoria à Durban
- Statue de la Reine Victoria à Pietermaritzburg
- Statue de la Reine Victoria à Kimberley